# 冬至

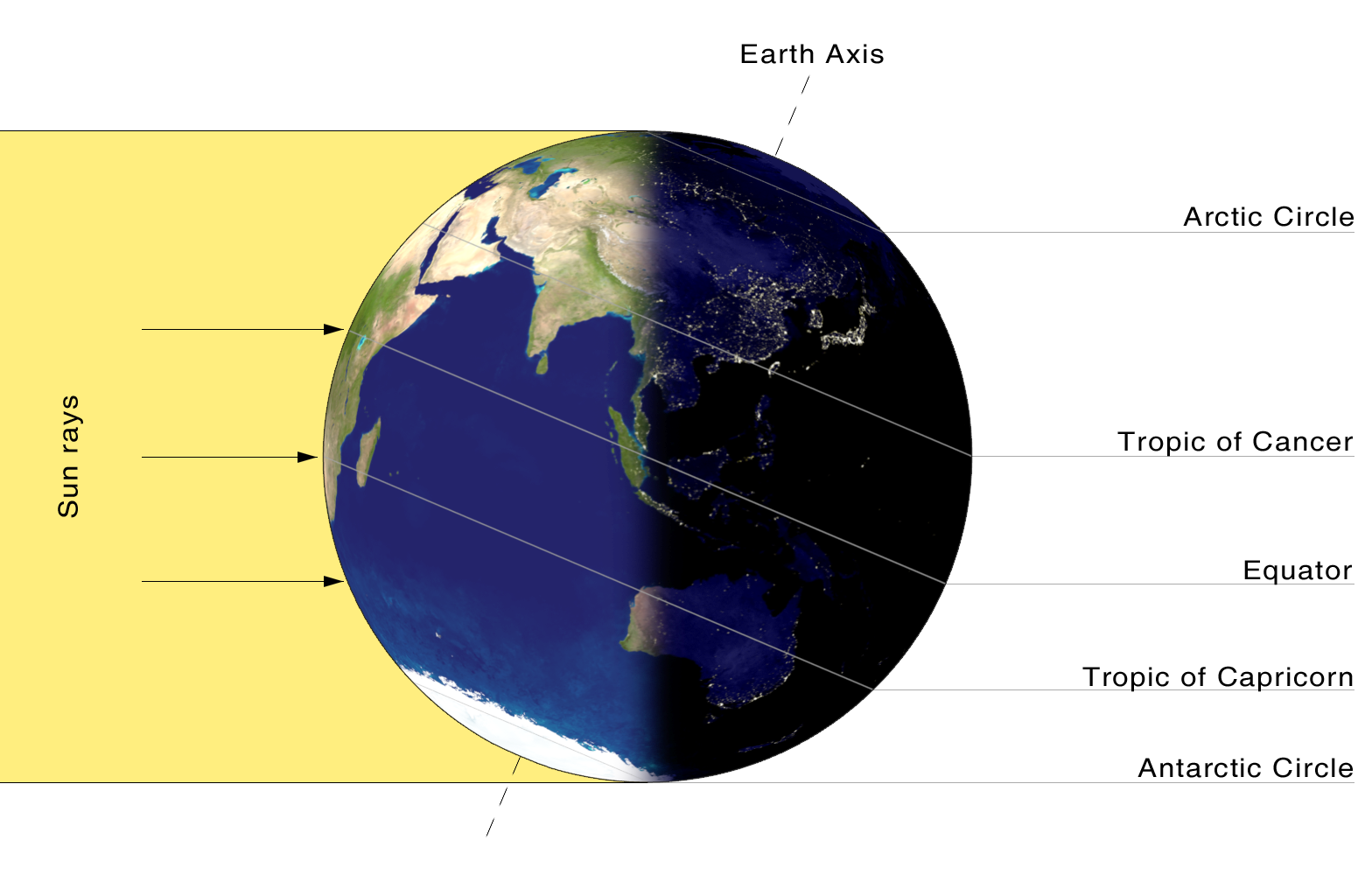
冬至の日の太陽光の当たり方。冬至では太陽は南回帰線上にあるため、北半球では昼が最も短く、夜が最も長い

- 立春
- 雨水
- 啓蟄
- 春分
- 清明
- 穀雨
- 立夏
- 小満
- 芒種
- 夏至
- 小暑
- 大暑
- 立秋
- 処暑
- 白露
- 秋分
- 寒露
- 霜降
- 立冬
- 小雪
- 大雪
- 冬至
- 小寒
- 大寒

冬至（とうじ、英: winter solstice）は、二十四節気の第22大雪の次。
天文・平気法・周正などの節切りでは第1となり、年界を子節の大雪もしくは冬至（太陽高度に基づいた判断）とする説があるが、先天・後天八卦論においては冬至時点ではまだ陰の氣が陽の氣を上回っており、先天・後天八卦論に基づいた判断では二十四山の艮（甲領域）から陽の氣が陰の氣を上回る事象に基づいて立春が年界となる等、年界には諸説が存在する。

## 天文

太陽の動き

冬至は1年間で太陽高度（太陽の位置）が最も低くなる日であり、北半球では1年間で日の出から日没までの日中が最も短くなる。冬至を境に太陽が生まれ変わり、陽気が増え始めるという説があるが、先天・後天八卦論においては冬至時点ではまだ陰の氣が陽の氣を上回っており、1年の切り替わりは陽の氣が陰の氣を上回り始める立春とされる事が多い。
古くから中国では冬至を含む節を「子節」と呼んだ。「一陽来復」（いちようらいふく）とは、冬至を意味し、悪い事が続いた後で幸運に向かう事、陰気が極まった後に冬至を境に陽気に向かう事を意味し、陰暦10月は坤卦、11月は復卦に当たり、陰ばかりの中に陽が戻ることになり、復卦とは冬至の事である。
秋分から春分までの間、北半球では太陽は真東からやや南寄りの方角から上り、真西からやや南寄りの方角に沈む。冬至の日にはこの日の出（日出）・日の入り（日没）の方角が最も南寄りになる。また南回帰線上の観測者から見ると、冬至の日の太陽は正午に天頂を通過する。冬至の日には北緯66.6度以北の北極圏全域で極夜となり、南緯66.6度以南の南極圏全域で白夜となる。1年で日の出の時刻が最も遅い日・日の入りの時刻が最も早い日と、冬至の日とは一致しない。日本では、日の出が最も遅い日は冬至の約半月後（年明け）の1月上旬頃であり、日の入りが最も早い日は冬至の約半月前の12月上旬頃である。北半球では太陽の南中高度が最も低く、一年の間で昼が最も短く夜が最も長くなる（南半球では逆転する）。
現在普及している定気法では太陽黄経270度時（黄道十二宮では磨羯宮の原点に相当）で毎年12月22日頃。平気法は節気を冬至からの経過日数で定義するが、基点となる冬至は定気と同じ定義である。定気と平気で一致する唯一の節気である。暦ではそれが起こる日を冬至とするが、天文学においては太陽の視黄経が270度となる瞬間を「冬至」と定義しており、この場合は冬至の瞬間を含む日を冬至日（とうじび）と呼ぶ。期間としての意味もあり、この日より次の節気 小寒前日までである。
『暦便覧』では「日南の限りを行て、日の短きの至りなれば也」と説明している。

## 伝承

### 朔旦冬至
夏王朝以前や周王朝では子節の大雪もしくは冬至を年界としていた。
近世語で冬至を「唐の正月（からのしょうがつ）」というが、これは中国で冬至を元旦としたからである。その名残で現在でも冬至は暦の基準となっている。夏正を基にした太陰太陽暦では冬至を含む月を11月と定義しているが、19年に1度（西暦4桁で19の倍数年）、冬至の日が11月1日となることがあり、これを朔旦冬至（さくたんとうじ）という。太陰太陽暦では、19年間に7回の閏月を入れる（19年7閏）周期を「章」と称し、古い章から新しい章への切り替えとなる年を新しい章の最初の年という意味で「章首」と呼んだ。章首の年にはまず前の章の締めくくりに当たる7番目の閏月を迎え、その後に到来するその年の冬至をもって新しい章の開始とされた。そして、その章首における冬至の日は必ず朔旦冬至となるように暦法が作られるのが原則とされていた。
朔旦冬至が正確に19年周期で訪れることは、19年7閏原則に基づく暦が正確に運用されているということである。暦の正確さは、政治が正しく行われていることの証（あかし）であるとして、朔旦冬至は盛大に祝われた。中国では古くから行われ、659年に偶々遣唐使が唐の都・洛陽に滞在中で儀式への参加が許されている。日本では唐風儀式の取り入れに積極的であった桓武天皇の784年に初めて儀式が行われた。なお、11月1日は元々翌年の暦を天皇に奏進する御暦奏も行われていたことから、非常に盛大な行事となった。
ただし、破章法を採用している暦では19年7閏が守られない場合があり、その場合新しい章の最初に朔旦冬至が到来するとは限らず、逆に章の途中で偶々朔旦冬至が到来してしまう事態（臨時朔旦冬至）も生じた。日本ではこのような状況を放置することは不祥として、暦を人為的に操作して朔旦冬至を到来させたり、回避させたりすること（「改暦」）が行われた。なお、後には章の最初以外の朔旦冬至も祝われるようになった。なお、1786年の光格天皇の時に朔旦冬至の儀式が行われたのが最後であり、次の1870年の朔旦冬至の際に明治政府は古い因習として、以後こうした儀式は行わないこととした。
近年の朔旦冬至は1984年・1995年・2014年であり、その次は38年後の2052年である。2014年の19年後である2033年が朔旦冬至にならないのは、そもそも冬至を含む日と朔を含む日が一致しない（5時間差ながら日を跨いでしまう）ことが原因であり、旧暦2033年問題（陰暦月名が決められない）とは関係がない。

## 習俗

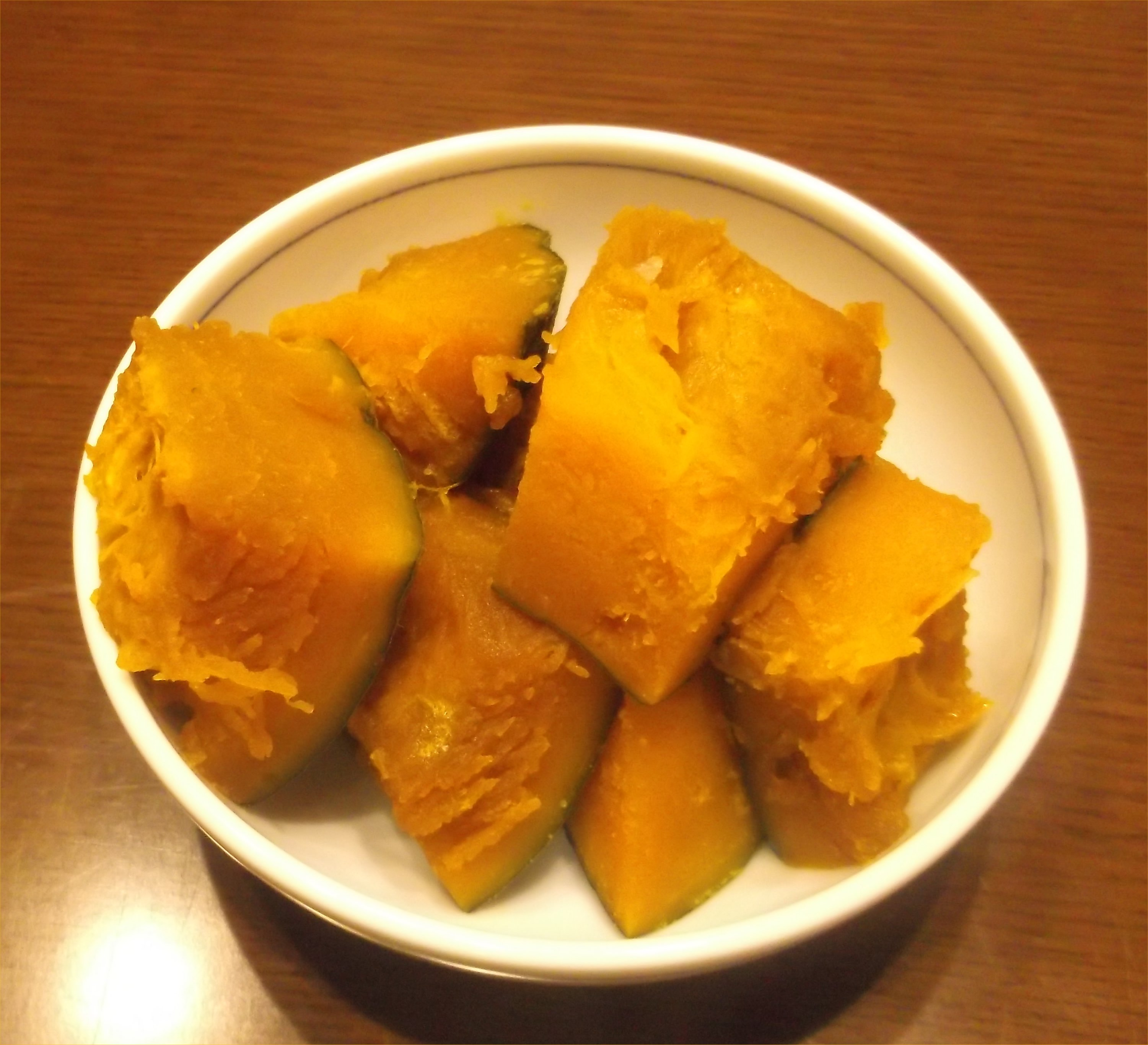
冬至にはカボチャの煮物を食べる風習がある。

### 日本
日本には次のような風習がある。
星祭（ほしまつり）
妙見系の神社等で行われる。天台宗や真言宗の寺院で行われる「星供養」も俗に「星祭」といわれる。各自の生まれ年の十二支に該当する当年星を祀って、無病息災を祈る。
冬至風呂
この日は冬至（湯治）風呂と称して柚子湯に入る。天保9年の『東都歳時記』によれば流行し始めたのは江戸の銭湯からであるという。
またこの日には以下のものを飲食する風習がある。
冬至粥
冬至の日の朝に小豆粥を食す。これを冬至粥という。小豆粥には疫病にかからないという伝承があり、あるいは体を暖めるためともいう。
冷酒
とうなす（かぼちゃ）
冬至にはカボチャの煮物を食べる風習がある。冬至にカボチャを食べると中風にならず、あるいは長生きするとも、栄養をとるためともいう。
コンニャク
コンニャクを「体の砂払い」と称し、体内の悪いものを掃除するという。
「と」の付く食べ物
冬至の「と」に因んで、豆腐・唐辛子・ドジョウ・いとこ煮。今でも冬至の前にはスーパーや魚屋でドジョウの売り出しの風景が見られる。豆腐は季節柄、湯豆腐にされることが多い。

### 中国
中国北方では餃子を、南方では湯円を食べる習慣がある。また、この日は家族団欒で過ごすという風習もある。

### 冬至祭
冬至には太陽の力が最も弱まった日を無事過ぎ去ったことを祝って、世界各地で冬至祭が祝われる。クリスマスも、イラン発祥のミトラ教の冬至祭儀やドイツ北欧のキリスト教以前のゲルマン人の冬至祭がキリスト教と混淆してできたものである。

## 七十二候
冬至の期間の七十二候は以下のとおり。
初候
乃東生（なつかれくさ しょうず） : 夏枯草が芽を出す（日本）
蚯蚓結（きゅういん むすぶ） : 蚯蚓が地中で塊となる（中国）
次候
麋角解（びかく げす） : 大鹿が角を落とす（日本）
麋角解（さわしかの つの おる） : 大鹿が角を落とす（中国）
末候
雪下出麦（ゆきわりて むぎ のびる） : 雪の下で麦が芽を出す（日本）
水泉動（すいせん うごく） : 地中で凍った泉が動き始める（中国）

## 日付
定気法による冬至の瞬間（世界時、UT）と、日本・中国での冬至日の日付は表のとおり。日本における時刻はこの表の9時間後、中国では8時間後となり、世界時15時台の2国の日付は異なる。

| 年     | 日時 (UT)     | 日本     | 中国     |
| ------ | ------------- | -------- | -------- |
| 1966年 | 12月22日07:28 | 12月22日 | 12月22日 |
| 1967年 | 12月22日13:16 | 12月22日 | 12月22日 |
| 1968年 | 12月21日19:00 | 12月22日 | 12月22日 |
| 1969年 | 12月22日00:44 | 12月22日 | 12月22日 |
| 1970年 | 12月22日06:36 | 12月22日 | 12月22日 |
| 1971年 | 12月22日12:24 | 12月22日 | 12月22日 |
| 1972年 | 12月21日18:13 | 12月22日 | 12月22日 |
| 1973年 | 12月22日00:08 | 12月22日 | 12月22日 |
| 1974年 | 12月22日05:56 | 12月22日 | 12月22日 |
| 1975年 | 12月22日11:46 | 12月22日 | 12月22日 |
| 1976年 | 12月21日17:35 | 12月22日 | 12月22日 |
| 1977年 | 12月21日23:23 | 12月22日 | 12月22日 |
| 1978年 | 12月22日05:21 | 12月22日 | 12月22日 |
| 1979年 | 12月22日11:10 | 12月22日 | 12月22日 |
| 1980年 | 12月21日16:56 | 12月22日 | 12月22日 |
| 1981年 | 12月21日22:51 | 12月22日 | 12月22日 |
| 1982年 | 12月22日04:38 | 12月22日 | 12月22日 |
| 1983年 | 12月22日10:30 | 12月22日 | 12月22日 |
| 1984年 | 12月21日16:23 | 12月22日 | 12月22日 |
| 1985年 | 12月21日22:08 | 12月22日 | 12月22日 |
| 1986年 | 12月22日04:02 | 12月22日 | 12月22日 |
| 1987年 | 12月22日09:46 | 12月22日 | 12月22日 |
| 1988年 | 12月21日15:28 | 12月22日 | 12月21日 |
| 1989年 | 12月21日21:22 | 12月22日 | 12月22日 |
| 1990年 | 12月22日03:07 | 12月22日 | 12月22日 |
| 1991年 | 12月22日08:54 | 12月22日 | 12月22日 |
| 1992年 | 12月21日14:43 | 12月21日 | 12月21日 |
| 1993年 | 12月21日20:26 | 12月22日 | 12月22日 |
| 1994年 | 12月22日02:23 | 12月22日 | 12月22日 |
| 1995年 | 12月22日08:17 | 12月22日 | 12月22日 |
| 1996年 | 12月21日14:06 | 12月21日 | 12月21日 |
| 1997年 | 12月21日20:07 | 12月22日 | 12月22日 |
| 1998年 | 12月22日01:56 | 12月22日 | 12月22日 |
| 1999年 | 12月22日07:44 | 12月22日 | 12月22日 |
| 2000年 | 12月21日13:37 | 12月21日 | 12月21日 |
| 2001年 | 12月21日19:21 | 12月22日 | 12月22日 |
| 2002年 | 12月22日01:14 | 12月22日 | 12月22日 |
| 2003年 | 12月22日07:04 | 12月22日 | 12月22日 |
| 2004年 | 12月21日12:42 | 12月21日 | 12月21日 |
| 2005年 | 12月21日18:35 | 12月22日 | 12月22日 |
| 2006年 | 12月22日00:22 | 12月22日 | 12月22日 |
| 2007年 | 12月22日06:08 | 12月22日 | 12月22日 |
| 2008年 | 12月21日12:04 | 12月21日 | 12月21日 |
| 2009年 | 12月21日17:47 | 12月22日 | 12月22日 |
| 2010年 | 12月21日23:38 | 12月22日 | 12月22日 |
| 2011年 | 12月22日05:30 | 12月22日 | 12月22日 |
| 2012年 | 12月21日11:12 | 12月21日 | 12月21日 |
| 2013年 | 12月21日17:11 | 12月22日 | 12月22日 |
| 2014年 | 12月21日23:03 | 12月22日 | 12月22日 |
| 2015年 | 12月22日04:48 | 12月22日 | 12月22日 |
| 2016年 | 12月21日10:44 | 12月21日 | 12月21日 |
| 2017年 | 12月21日16:28 | 12月22日 | 12月22日 |
| 2018年 | 12月21日22:23 | 12月22日 | 12月22日 |
| 2019年 | 12月22日04:19 | 12月22日 | 12月22日 |
| 2020年 | 12月21日10:02 | 12月21日 | 12月21日 |
| 2021年 | 12月21日15:59 | 12月22日 | 12月21日 |
| 2022年 | 12月21日21:48 | 12月22日 | 12月22日 |
| 2023年 | 12月22日03:27 | 12月22日 | 12月22日 |
| 2024年 | 12月21日09:20 | 12月21日 | 12月21日 |
| 2025年 | 12月21日15:03 | 12月22日 | 12月21日 |
| 2026年 | 12月21日20:50 | 12月22日 | 12月22日 |
| 2027年 | 12月22日02:42 | 12月22日 | 12月22日 |
| 2028年 | 12月21日08:19 | 12月21日 | 12月21日 |
| 2029年 | 12月21日14:13 | 12月21日 | 12月21日 |
| 2030年 | 12月21日20:08 | 12月22日 | 12月22日 |
| 2031年 | 12月22日01:54 | 12月22日 | 12月22日 |
| 2032年 | 12月21日07:55 | 12月21日 | 12月21日 |
| 2033年 | 12月21日13:45 | 12月21日 | 12月21日 |
| 2034年 | 12月21日19:33 | 12月22日 | 12月22日 |
| 2035年 | 12月22日01:29 | 12月22日 | 12月22日 |
| 2036年 | 12月21日07:11 | 12月21日 | 12月21日 |
| 2037年 | 12月21日13:06 | 12月21日 | 12月21日 |
| 2038年 | 12月21日19:01 | 12月22日 | 12月22日 |
| 2039年 | 12月22日00:39 | 12月22日 | 12月22日 |
| 2040年 | 12月21日06:31 | 12月21日 | 12月21日 |
| 2041年 | 12月21日12:17 | 12月21日 | 12月21日 |
| 2042年 | 12月21日18:03 | 12月22日 | 12月22日 |
| 2043年 | 12月22日00:00 | 12月22日 | 12月22日 |
| 2044年 | 12月21日05:42 | 12月21日 | 12月21日 |
| 2045年 | 12月21日11:34 | 12月21日 | 12月21日 |
| 2046年 | 12月21日17:27 | 12月22日 | 12月22日 |
| 2047年 | 12月21日23:06 | 12月22日 | 12月22日 |
| 2048年 | 12月21日05:01 | 12月21日 | 12月21日 |
| 2049年 | 12月21日10:51 | 12月21日 | 12月21日 |
| 2050年 | 12月21日16:37 | 12月22日 | 12月22日 |
| 2051年 | 12月21日22:33 | 12月22日 | 12月22日 |
| 2052年 | 12月21日04:16 | 12月21日 | 12月21日 |
| 2053年 | 12月21日10:08 | 12月21日 | 12月21日 |
| 2054年 | 12月21日16:08 | 12月22日 | 12月22日 |
| 2055年 | 12月21日21:54 | 12月22日 | 12月22日 |
| 2056年 | 12月21日03:50 | 12月21日 | 12月21日 |
| 2057年 | 12月21日09:41 | 12月21日 | 12月21日 |
| 2058年 | 12月21日15:23 | 12月22日 | 12月21日 |
| 2059年 | 12月21日21:16 | 12月22日 | 12月22日 |
| 2060年 | 12月21日03:00 | 12月21日 | 12月21日 |

### グレゴリオ暦
グレゴリオ暦による1582年から2499年までの日本の冬至は表のとおり。
2025年の冬至は12月22日。
365日からの超過分が毎年蓄積し、4年に一度閏年でリセットされる様子がわかる（冬至は閏日の挿入される2月末日より後のため、4で割り切れる年が先頭）。
1956年から2202年までは12月21日か12月22日だが、1955年までは12月23日もあった。
| 年              | 年を4で割った余り | 年を4で割った余り | 年を4で割った余り | 年を4で割った余り | 確定困難な（日を跨ぐ）年     |
| 年              | 0                 | 1                 | 2                 | 3                 | 真夜中の前後10分             |
| --------------- | ----------------- | ----------------- | ----------------- | ----------------- | ---------------------------- |
| 1582年 - 1611年 | 21日              | 22日              | 22日              | 22日              |                              |
| 1612年 - 1643年 | 21日              | 21日              | 22日              | 22日              |                              |
| 1644年 - 1679年 | 21日              | 21日              | 21日              | 22日              | 1646(21-22日)                |
| 1680年 - 1699年 | 21日              | 21日              | 21日              | 21日              |                              |
| 1700年 - 1715年 | 22日              | 22日              | 22日              | 22日              |                              |
| 1716年 - 1751年 | 21日              | 22日              | 22日              | 22日              | 1749(21-22日)                |
| 1752年 - 1783年 | 21日              | 21日              | 22日              | 22日              |                              |
| 1784年 - 1799年 | 21日              | 21日              | 21日              | 22日              |                              |
| 1800年 - 1819年 | 22日              | 22日              | 22日              | 23日              | 1819(22-23日)                |
| 1820年 - 1855年 | 22日              | 22日              | 22日              | 22日              |                              |
| 1856年 - 1887年 | 21日              | 22日              | 22日              | 22日              |                              |
| 1888年 - 1899年 | 21日              | 21日              | 22日              | 22日              | 1889(21-22日)                |
| 1900年 - 1919年 | 22日              | 22日              | 23日              | 23日              |                              |
| 1920年 - 1955年 | 22日              | 22日              | 22日              | 23日              | 1922(22-23日)                |
| 1956年 - 1991年 | 22日              | 22日              | 22日              | 22日              |                              |
| 1992年 - 2027年 | 21日              | 22日              | 22日              | 22日              | 2025(21-22日)                |
| 2028年 - 2059年 | 21日              | 21日              | 22日              | 22日              |                              |
| 2060年 - 2095年 | 21日              | 21日              | 21日              | 22日              | 2095(21-22日)                |
| 2096年 - 2099年 | 21日              | 21日              | 21日              | 21日              |                              |
| 2100年 - 2131年 | 22日              | 22日              | 22日              | 22日              |                              |
| 2132年 - 2163年 | 21日              | 22日              | 22日              | 22日              | 2161(21-22日)                |
| 2164年 - 2195年 | 21日              | 21日              | 22日              | 22日              |                              |
| 2196年 - 2199年 | 21日              | 21日              | 21日              | 22日              |                              |
| 2200年 - 2227年 | 22日              | 22日              | 22日              | 23日              |                              |
| 2228年 - 2267年 | 22日              | 22日              | 22日              | 22日              |                              |
| 2268年 - 2299年 | 21日              | 22日              | 22日              | 22日              |                              |
| 2300年 - 2335年 | 22日              | 22日              | 23日              | 23日              | 2334(22-23日)                |
| 2336年 - 2363年 | 22日              | 22日              | 22日              | 23日              |                              |
| 2364年 - 2403年 | 22日              | 22日              | 22日              | 22日              | 2367(22-23日), 2400(21-22日) |
| 2404年 - 2435年 | 21日              | 22日              | 22日              | 22日              |                              |
| 2436年 - 2467年 | 21日              | 21日              | 22日              | 22日              |                              |
| 2468年 - 2499年 | 21日              | 21日              | 21日              | 22日              | 2470(21-22日)                |

## 前後の節気
大雪 → 冬至 → 小寒